# Миколаївка (Генічеський район)
Микола́ївка — село в Україні, у Генічеській міській громаді Генічеського району Херсонської області, підпорядковане Чонгарській сільській раді. Населення становить 620 осіб (2013), налічується 194 двори.
Село засноване в другій половині XIX століття, першими поселенцями були цигани, які дали першу назву села — Циганівка. У кінці XIX століття власником села став генерал Микола Мошколов, на честь якого село назвали Миколаївкою, почали переселятися хуторяни.
Ще одна хвиля переселенців була 1926 року, коли до Миколаївки переїхали малоземельні селяни з України та Росії. Піком розвитку села були 1947—1958 роки, коли село було садибою колгоспу імені Андреєва, активно розбудовувалося та модернізовувалося.

## Географія
Село розташоване у північно-східній частині півострова Чонгар. Поблизу населеного пункту проходить автошлях E105. Відстань від села до центральної садиби села Чонгара — 11 км.
Уздовж західної околиці села проходить автошлях М18 (E105) Харків—Сімферополь. Зі східної околиці села ґрунтова дорога веде до дачного селища «Горіховий Гай».
На автошляху біля села зупиняються автобуси напрямків Генічеськ—Чонгар, а в самому селі зупиняється лише автобус Генічеськ—Сиваш, який курсує раз на добу.
На захід від села (по інший бік автошляху) розташований зупинний пункт Джимбулук на залізниці Новоолексіївка — Джанкой, на якому зупиняються електропоїзди маршруту Запоріжжя — Новоолексіївка — Сиваш, забезпечуючи, зокрема, сполучення з центром сільради — селом Чонгар (10 км).
Сусідні населені пункти:
У селі 8 вулиць із житловою забудовою — Степова, Приморська, Незалежності, Нова, Першотравнева, Поштова, Чайна та Шкільна.
На східній околиці села на березі Сивашу розташоване дачне селище «Горіховий Гай», де мають дачі переважно мешканці Новоолексіївки. У цьому селищі в кінці 1990-тих на Водохреща безпосередньо на березі Сивашу почало бити джерело прісної води.

## Історія
Першими поселенцями на місці сучасної Миколаївки були цигани, які оселилися навколо колодязя на місці сучасного села в другій половині XIX століття.
Наприкінці XIX століття до села переселилися хуторяни Левашови, Віляєви і Рязанови. Село було перейменоване на Миколаївку — на честь власника земель генерала Миколи Мошколова.
Зростання Миколаївки почалося з 1926 року, коли до села переселилися малоземельні селяни з Полтавської та Чернігівської губерній України та Курської та Орловської губерній Росії. Село було досить великим, мало три вулиці.
Під час організованого радянською владою Голодомору 1932—1933 років померло щонайменше 16 жителів села.
У Другу світову війну значна частина села була зруйнована. У 1945—1947 роках село розвивалося нестабільно, у цей період змінилося три голови сільської ради та шість голів колгоспу. До 1950 року вдалося відновити господарство.
Найбільший розвиток Миколаївки припав на 1950-ті роки. У той час село було садибою колгоспу імені Андреєва, який очолював Герой Соціалістичної Праці Григорій Легунов, якому вдалося вивести колгосп до провідних у СРСР та зробити мешканців села заможними.
У 1947 році, одразу після призначення головою колгоспу, Легунов зміг урятувати голодних мешканців села від Голодомору 1946—1947 років. Легунов розпорядився використати посівне зерно (єдине, що залишалося в колгоспі), використання якого каралося ув'язненням, перемолоти його та роздати родинам по 2—3 кг борошна.
Піком процвітання Миколаївки стали 1954—1958 роки. Колгосп у ці роки брав участь у ВДНГ, де отримав диплом першого ступеня та два автомобілі — легковий та вантажний. У селі було збудовано 110 нових житлових будинків, до яких селяни переселялися з землянок, відбудовано дві старі та прокладено дві нові вулиці. За ці чотири роки також було збудовано школу, клуб із літнім кінотеатром, електростанцію, радіовузол, прокладено 3,5 км водогону, посаджено багато декоративних і фруктових дерев. Миколаївка першою на півострові отримала водопостачання та електроенергію як для колгоспу, так і для будинків селян.
У 1958 році в рамках укрупнення колгоспів садибу колгоспу було перенесено до Чонгара, і більшість подальших планів з розвитку Миколаївки залишилися нереалізованими.
На початку 2010-х районна адміністрація підготувала інвестиційні пропозиції щодо розвитку села, зокрема, будівництва в Миколаївці тепличного господарства або логістичного центру торгівлі сільськогосподарською продукцією.
12 червня 2020 року, відповідно до Розпорядження Кабінету Міністрів України № 726-р «Про визначення адміністративних центрів та затвердження територій територіальних громад Херсонської області», увійшло до складу Генічеської міської громади.
17 липня 2020 року, в результаті адміністративно-територіальної реформи та ліквідації  колишнього Генічеського району увійшло до складу новоутвореного Генічеського району.
24 лютого 2022 року село тимчасово окуповане російськими військами під час російсько-української війни.

## Населення
За даними перепису 2001 року населення села становило 578 осіб, з них 52,25 % зазначили рідною мову українську, 39,62 % — російську, 5,71 % — вірменську, а 2,42 % — іншу.
Станом на 2013 рік населення села становило 620 осіб (у 2012 році в селі проживало 604 особи). Структура жителів села за віком така:
- дітей дошкільного віку — 53;
- дітей шкільного віку — 73;
- громадян пенсійного віку — 138.

У 2012 році зафіксовано 11 народжень і 7 смертей, показник природного приросту становить +6,6.

### Мова
Розподіл населення за рідною мовою за даними перепису 2001 року:
| Мова            | Кількість | Відсоток |
| --------------- | --------- | -------- |
| українська      | 302       | 52.25%   |
| російська       | 229       | 39.62%   |
| вірменська      | 33        | 5.71%    |
| білоруська      | 3         | 0.52%    |
| німецька        | 2         | 0.35%    |
| румунська       | 2         | 0.35%    |
| циганська       | 1         | 0.17%    |
| інші/не вказали | 6         | 1.03%    |
| Усього          | 578       | 100%     |

## Економіка
На території села діють три підприємства, всі у сфері сільського господарства (вирощування зернових і технічних культур):
- Дочірнє підприємство «Агрофірма „Земля-плюс“»;
- Багатогалузеві фермерські господарства «Ксюша» та «Юлідан».

В селі працює кафе-бар, поблизу села на трасі Харків—Сімферополь діє кафе-бар «Ані». Працює магазин Приватного підприємства «Спітак».

## Соціальна сфера
У селі діють загальноосвітня школа І ступеня, розрахована на 50 місць (навчається 25 дітей), дитячий садок «Калинка», фельдшерсько-акушерський пункт, пункт книговидачі, є клуб на 100 місць.

## Релігія
У Миколаївці діє Об'єднана церква християн віри Євангельської, центр «Світло Надії» (п'ятидесятники). Громада налічує 15—20 парафіян, керівник — Байда Григорій Павлович, служби правляться у пристосованому приміщенні.

## Політика
Село входить до складу Чонгарської сільської ради (голова — Білецька Тетяна Олександрівна, висунута Комуністичною партією України).
До складу Чонгарської сільської ради входить 20 депутатів, серед яких четверо обрані від Миколаївки (всі висунуті Партією регіонів).
У селі діють місцеві осередки таких партій: ВО «Батьківщина», «Єдиний центр», Народна партія, Партія регіонів, Республіканська партія України, Соціал-демократична партія України (об'єднана) та Соціалістична партія України.
Село Миколаївка спільно з Чернігівкою утворює постійну виборчу дільницю № 650228, яка розташована в приміщенні їдальні ПОП «Чонгар» на вулиці Незалежності, 40 (до запровадження в 2012 році постійних виборчих дільниць сільська дільниця також розміщувалася в сільському клубі). Результати виборів:
- Парламентські вибори 2002: зареєстровано 471 виборця, явка 78,98 %, найбільше голосів віддано за Комуністичну партію України — 37,63 %, за Соціалістичну партію України — 16,40 %, за Соціал-демократичну партію України (об'єднану) — 12,90 %. В одномандатному окрузі результати виборів невідомі[22].
- Вибори Президента України 2004 (третій тур): зареєстровано 420 виборців, явка 80,24 %, з них за Віктора Януковича — 83,38 %, за Віктора Ющенка — 12,76 %[23].
- Парламентські вибори 2006: зареєстровано 435 виборців, явка 69,89 %, найбільше голосів віддано за Партію регіонів — 67,76 %, за Блок Юлії Тимошенко — 6,25 %, за Народний блок Литвина — 5,26 %[24].
- Парламентські вибори 2007: зареєстровано 432 виборці, явка 65,28 %, найбільше голосів віддано за Партію регіонів — 69,50 %, за Блок Юлії Тимошенко — 7,80 %, за блок «Наша Україна — Народна самооборона» — 3,90 %[25].
- Вибори Президента України 2010 (перший тур): зареєстровано 424 виборці, явка 64,15 %, найбільше голосів віддано за Віктора Януковича — 69,49 %, за Юлію Тимошенко — 8,09 %, за Сергія Тігіпка — 6,99 %[26].
- Вибори Президента України 2010 (другий тур): зареєстровано 426 виборців, явка 69,25 %, з них за Віктора Януковича — 80,34 %, за Юлію Тимошенко — 12,20 %[27].
- Парламентські вибори 2012: зареєстровано 420 виборців, явка 59,52 %, найбільше голосів віддано за Партію регіонів — 40,24 %, за Комуністичну партія України — 34,55 %, за Всеукраїнське об'єднання «Батьківщина» — 7,72 %[28]. В одномандатному окрузі найбільше голосів отримав Хлань Сергій Володимирович («Україна — Вперед!») — 37,60 %, за Опанащенка Михайла Володимировича (ПР) — 20,80 %, за Пінаєва Олександра Вікторовича (самовисування) — 12,80 %[29].
- Вибори Президента України 2014: зареєстровано 424 виборці, явка 44,10 %, найбільше голосів віддано за Петра Порошенка — 36,90 %, за Сергія Тігіпка — 25,14 %, за Олега Ляшка та Юлію Тимошенко — по 8,56 %[30].
- Парламентські вибори 2014: зареєстровано 427 виборців, явка 39,58 %, найбільше голосів віддано за «Блок Петра Порошенка» — 15,38 %, за Партію Сергія Тігіпка «Сильна Україна» — 14,20 %, за Радикальну партію Олега Ляшка та Всеукраїнське аграрне об'єднання «Заступ» — по 13,02 %[31]. В одномандатному окрузі найбільше голосів отримав Хлань Сергій Володимирович (БПП) — 44,38 %, за Кістечка Олександра Дмитровича (самовисування) — 23,67 %, за Збаровського Петра Миколайовича («Сильна Україна») — 8,28 %[32].

## Пам'ятки
У Миколаївці зареєстровані такі пам'ятки:
- комплекс братської могили воїнів Радянської Армії, загиблих в боях за звільнення села та пам'ятника на честь воїнів-односельчан — бетонна скульптура заввишки 5,5 м роботи Запорізьких художніх майстерень, встановлена у 1946 році. Розташована біля школи та фельдшерсько-акушерського пункту на вулиці Шкільній[33]. Пам'ятка історії місцевого значення з 1983 року (охоронний номер 485)[34];
- курган III тисячоліття до н. е. — II тисячоліття н. е. заввишки 1,7 м. Досліджувався у 1950, 1986 і 2002 роках дослідниками Билковою Валерією Павлівною та Оленковським Миколою Петровичем, мають статус пам'ятки археології місцевого значення з 1983 року (охоронний номер 1609).

## Відомі люди
У Миколаївці народилися архівіст Телиш Юлія Іванівна (*1940) та лікар, депутат Херсонської міської ради Остапчук Юрій Михайлович (*1952).
Сільським головою та головою колгоспу в 1940-ві—1950-ті роки працював Герой Соціалістичної Праці Григорій Андрійович Легунов.